# Dua Lipa
Dua Lipa (/ˈduːə ˈliːpə/; phát âm tiếng Albania: [dua lipa], sinh ngày 22 tháng 8 năm 1995) là một nữ ca sĩ, nhạc sĩ kiêm diễn viên người Anh gốc Albania. Là một trong những nghệ sĩ âm nhạc xuất sắc nhất trong thế hệ của mình, cô đã nhận được nhiều giải thưởng cao quý, bao gồm bảy giải Brit, ba giải Grammy, và hai kỷ lục Guinness thế giới.
Sự nghiệp âm nhạc của cô bắt đầu từ năm 14 tuổi với các video ca nhạc tại nhà được đăng tải trên YouTube. Năm 2015, sau khi quyết định từ bỏ sự nghiệp người mẫu, cô ký hợp đồng với Warner Music Group, phát hành đĩa đơn đầu tiên. Việc phát hành đĩa đơn "New Rules" đã là một bước tiến lớn trong sự nghiệp của bông hồng Anh Quốc, giúp cô nhận được 5 đề cử tại Brit Awards 2018, giữ kỷ lục là nghệ sĩ nữ được đề cử nhiều nhất trong một đêm tại lễ trao giải này. Với sức bùng nổ của "New Rules" tiếp tục lan rộng tại thị trường châu Mỹ và toàn cầu, Dua Lipa đã dần chiếm được thiện cảm của các nhà đánh giá chuyên môn cũng như khán giả, dấu ấn quan trọng nhất trong giai đoạn này của cô là nhận được giải thưởng cho Nghệ sĩ mới xuất sắc nhất tại Grammy Awards 2019. Khoảng thời gian sau đó, cô liên tiếp cho ra mắt nhiều bản nhạc nổi tiếng khác như "One Kiss", "IDGAF", "Kiss and Make Up", "Electricity", trong đó ca khúc đầu tiên được nhắc đến đạt vị trí #1 trên 34 bảng xếp hạng khác nhau, và ca khúc sau cùng chiến thắng giải Grammy cho ca khúc nhạc dance xuất sắc nhất năm. Trong năm 2018, Dua Lipa cũng đảm nhận vai trò hát chính trong trận chung kết UEFA Champions League giữa Real Madrid và Liverpool tại sân vận động NSC Olimpiyskiy, với sức chứa lên đến 60.000 người. Đây cũng chính là nơi bắt nguồn cho cơn sốt viral mang tên "One Kiss" trên Tiktok vào giữa năm 2022.
Cuối năm 2019, Dua Lipa phát hành ca khúc nổi tiếng nhất cho đến thời điểm hiện tại của mình, "Don't Start Now", đây là ca khúc thành công nhất của nghệ sĩ nữ trong năm tại thị trường Hoa Kỳ. Lần lượt hai đĩa đơn dẫn đường sau đó "Physical" và "Break My Heart" cũng được ra mắt để quảng bá cho album Future Nostalgia. Album phòng thu thứ 2 của Dua Lipa là một cơn lốc xoáy với thị trường âm nhạc trong thời gian đại dịch COVID-19 bùng phát dữ dội với quy mô toàn cầu. Cũng chính từ đó, cô được ca ngợi là người dẫn đầu làm nổi bật xu thế "retro", người mang disco quay trở lại với hiện đại. Future Nostalgia được vinh danh là album ca nhạc hay nhất năm tại Brit Awards và cũng là album nhạc pop xuất sắc nhất tại Grammy Awards 2021.

## Thuở thơ ấu
Dua Lipa lớn lên cùng với tài năng âm nhạc được biểu lộ từ rất sớm. Từ nhỏ, cô đã khám phá ra nguồn cảm hứng âm nhạc của bản thân khi được tặng những chiếc album đầu tiên ("Whoa, Nelly!" của Nelly Furtado và "M!ssundaztood" của P!nk). Lipa được học rất nhiều về thanh nhạc và nhạc cụ, đầu tiên là bắt đầu với nhạc cụ Cello, tuy rất yêu thích nó, nhưng cô chia sẻ đã phải bỏ cuộc vì quá khổ sở để di chuyển.
Sau khi tốt nghiệp tiểu học, Dua cùng gia đình chuyển đến Priština, thủ đô Kosovo. Cũng vào thời điểm này, sự lan rộng của văn hóa hip hop đến Kosovo ngày càng phát triển, đặc biệt hơn là bố của Dua lại tham gia sản xuất một số buổi hòa nhạc lớn tại nơi đây nên cô có dịp được tham dự các lễ hội âm nhạc với sự góp mặt của Method Man, Redman, Snoop Dog và 50 Cent. Từ đó, Dua nhận ra trong phong cách âm nhạc của mình có sự tác động lớn bởi văn hóa này.
Tự thân quay trở lại Luân Đôn năm 14 tuổi, Dua Lipa bắt đầu với công việc người mẫu cho các cửa hàng thời trang của ASOS Marketplace cho đến khi cô được yêu cầu phải giảm cân lập tức để thực hiện các bộ sưu tập ảnh khác, cô đã từ chối và quyết định từ bỏ công việc này.

## Sự nghiệp

### 2015–18:Dua LipavàSee in Blue
Năm 2015, Lipa bắt đầu cho ra mắt ca khúc đầu tay của mình với Warner Music Group, mang tên "New Love". Tiếp sau đó là đĩa đơn đầu tiên được quảng bá rộng rãi, "Be The One", vào tháng 10 năm 2015. Ca khúc đã đạt được những thành công vang dội trên khắp châu Âu, bao gồm vị trí số 1 trên các bảng xếp hạng chính thức ở Bỉ, Ba Lan và Slovakia, và các thứ hạng khác trong top 10 của hơn 11 quốc gia thuộc châu Âu.
Vào ngày 18 tháng 2 năm 2016, Lipa tiếp tục cho phát hành đĩa đơn "Last Dance", tiếp theo là "Hotter than Hell" vào ngày 6 tháng 5 cùng năm. Ngày 26 tháng 8, đĩa đơn thứ 5 mang tên "Blow Your Mind (Mwah)" được phát hành, trở thành ca khúc đầu tiên của cô xuất hiện trên bảng xếp hạng Billboard Hot 100 của Hoa Kỳ, ra mắt ở vị trí 72. "Blow Your Mind (Mwah)" cũng đứng đầu bảng xếp hạng Billboard Dance Clubs Songs và đạt vị trí 23 trên Billboard Mainstream Top 40. Ở những nơi khác, bài hát cũng đạt được thành công nhất định, đạt vị trí top 20 tại Bỉ, Hungary, New Zealand và Scotland. Ở Anh Quốc, đĩa đơn đứng ở vị trí thứ 30, trở thành đĩa đơn xếp hạng cao thứ hai của Lipa trên lãnh thổ Anh (sau "Be The One" ở vị trí 9). Tiếp tục sau đó là các ca khúc khác đã và đang trở nên rất phổ biến tại thị trường Việt Nam như: "No Lie", "Scared to Be Lonely",...
Album phòng thu đầu tay của cô được phát hành vào ngày 2 tháng 6 năm 2017, trong đó bao gồm đĩa đơn thứ bảy, "New Rules" , đã trở thành bài hát hot nhất của Lipa vào thời điểm đó. Việc đặt chân lên vị trí đầu bảng xếp hạng các ca khúc thành công trong tuần tại Anh Quốc, nó đã trở thành ca khúc đầu tiên trong gần hai năm của một nghệ sĩ nữ đạt được thành tích trên tại quốc gia này, kể từ sau "Hello" của Adele vào năm 2015.

## Danh sách đĩa nhạc
- Dua Lipa (2017)
- Future Nostalgia (2020)
- Radical Optimism (2024)

## Chuyến lưu diễn
Headlining
- The Self-Titled Tour (2017–2018)
- Future Nostalgia Tour (2022)